# Marc'O
Marc'O, nacido como Marc-Gilbert Guillaumin (Clermont-Ferrand, 10 de abril de 1927-París, 11 de junio de 2025) fue un director teatral y dramaturgo francés. 

## Biografía
Marc'O ha sido un puntal en la vanguardia teatral de la década 1960-1970. Fundó y dirigió durante siete años el curso de Arte dramático del Américan Center, del Boulevard Raspail en París. De esos cursos son salido numerosos creadores como Bulle Ogier, Jean-Pierre Kalfon, Pierre Clémenti, Valérie Lagrange, Michèle Moretti, Jacques Higelin, entre otros.
En esa época, escribe y pone en escena una quincena de piezas teatrales asociando la música como un componente esesncial del teatro, y participa en el nacimiento del teatro musical.
En 1992, funda el Laboratorio del Cambio lugar de investigación y de formación, y , al mismo tiempo, funda el grupo de acción artística y militante Les périphériques vous parlent . El Laboratorio estudia los cambios de época e investiga los medios para entender mejor la vida contemporánea, inclinándose por la filosofía y la poesía en la expresión fílmica.